# Aragats
De Aragats is een stratovulkaan van 4090 meter hoog en is het hoogste punt van Armenië en de Kleine Kaukasus. De berg ligt ongeveer 40 kilometer ten noordwesten van de Armeense hoofdstad Jerevan. Aan de zuidzijde van de vulkaan ligt Asjtarak, de hoofdstad van de provincie Aragatsotn.
Op de helling van de vulkaan ligt het middeleeuwse fort Amberd en de sterrenwacht van Byurakan. De hellingen kunnen beklommen worden en zijn een toeristische bestemming.